# Paratetracnemoidea cornis
Paratetracnemoidea cornis är en stekelart som beskrevs av Prinsloo 1986. Paratetracnemoidea cornis ingår i släktet Paratetracnemoidea och familjen sköldlussteklar. Inga underarter finns listade i Catalogue of Life.